# Manicured Noise
Manicured Noise fue una banda post-punk formada en Stockport, Mánchester, Inglaterra, en 1977. Formó parte de la escena musical post-punk ocurrida en la ciudad de Mánchester a finales de la década de 1970, aunque es conocida en Argentina por haber tenido como miembro y baterista a Stephanie Nuttal, futura integrante, fundadora y baterista del grupo de rock de aquel país, Sumo.
A pesar de ser una banda admirada por incluso bandas más destacadas como Siouxsie And The Banshees o Wire, Manicured Noise no tuvo un gran éxito, lanzando sólo dos sencillos en 1980, Faith y Metronome, terminando disuelta poco después.

## Historia

### Etapa con Owen Gavin
Manicured Noise se formó en Stockport, al sur de Mánchester, en 1977. El nombre de la banda se lo puso Linder Sterling, diseñadora de las portadas de discos de Buzzcocks y cantante de Ludus. 
La primera alineación estuvo compuesta por los miembros fundadores del grupo, Owen Gavin en la voz y Stephanie Nuttal en la batería, así como también Jodie Taylor en el bajo y Peter Bannister en el clarinete y el saxofón. El grupo se mantuvo sin guitarrista por un tiempo, debido a lo cual tuvo que cancelar su presentación debut, programada para el 1 de octubre de 1977, en el Electric Circus de Mánchester. Después de aquella fecha, la banda conoció a Arthur Kadmon, quien se unió poco después como guitarrista. No pasa mucho tiempo, y Kadmon invita a Jeff Noon a integrar la banda, también como guitarrista. Con esta alineación, Manicured Noise realiza su primer concierto en el St. John's College, el 16 de diciembre de 1977, como teloneros de The Fall. Esta sería la única presentación en vivo de esta alineación, ya que Kadmon abandona la banda para poco después formar Ludus, y Noon también, para después formar su propio grupo, The Shrinking Violets, y dedicarse a la literatura de ciencia ficción.
Pasaron algunos meses para que el grupo logre encontrar un guitarrista que llenara sus expectativas. En septiembre de 1978, Steve Walsh se integró como guitarrista y también cantante . Walsh, quien además de músico era periodista, se unió a la banda después de haberle realizado una entrevista, en medio del cual el grupo le invitó a formar parte de él, informándole que no estaba contento con su guitarrista de entonces. Walsh provenía de Londres, donde Había sido guitarrista de The Flowers of Romance, grupo punk que estuvo formado por Sid Vicious, Keith Levene de Public Image Ltd. y futuros integrantes de The Slits.
En sus inicios, Manicured Noise interpretaba estilos musicales orientados al jazz, al disco-funk de artistas como Chic, al
futurismo ruso como el expuesto por Vladimir Mayakovsky y a temas de fondo de películas como las de Lalo Schifrin, siendo también la mayor parte de su ese entonces repertorio compuesta por instrumentales, esto muy debidamente a que según Walsh, Gavin no cantaba bien.
En algún momento después del ingreso de Walsh, Gavin comenzó a mostrar desinterés en el grupo, faltando a los ensayos y conciertos, causando molestia y hartazgo por parte de sus compañeros. Muchas personas elogiaban a la banda por su música pero varias veces le aconsejaron conseguir un nuevo cantante. Además, la relación que tenía Gavin con el resto de la banda había empeorado, por lo que fue expulsado tras una fuerte discusión.

### Etapa de Steve Walsh
Antes de expulsar a Owen Gavin, Manicured Noise había firmado con el sello Pre, acordando con esta compañía la realización de su disco debut, un sencillo titulado Bikini World, posiblemente en formato EP, para el cual la banda decidió su grabación sin el cantante. Sin embargo, la agrupación es detenida por solicitud de Gavin, quien había contratado a un abogado para evitar registro alguno de los temas, ya que consideraba que eran de su autoría, a pesar de haberlas escrito junto con Steve Walsh. La banda, entonces, decidió componer material nuevo. Por su parte, tras dejar el grupo, Gavin fue a estudiar en la universidad y se dedicó al periodismo.
De esta manera, Steve Walsh tomó el lugar de Owen Gavin como cantante, sin dejar el puesto de guitarrista. A partir de este momento, el sonido de la banda se volvió más comercial, con el estilo vocal "nervioso" y "tenso" de Walsh que recordaba al de David Byrne, vocalista del grupo new wave estadounidense Talking Heads, ya que se ponía nervioso y no se sentía cómodo como cantante. Sin embargo, con el cambio de estilo musical y de vocalista, Manicured Noise adquirió mucho más interés. 
A fines de 1979, la banda graba una serie de sesiones para el DJ David Jensen en la BBC. En 1980, la banda lanzó dos sencillos, Metronome, su disco debut, y posteriormente, en junio, Faith. Las canciones contenidas en ambos sencillos, eran realmente parte de un conjunto de demos que habían sido grabados en septiembre de 1979, y no en un estudio apropiado, siendo lanzadas a pedido del sello discográfico. "Faith", el tema homónimo del segundo sencillo, es el más conocido del grupo.
A pesar de que las proyecciones para la banda parecían ser positivas por entonces, los ánimos estaban decayendo entre sus integrantes. Para inicios de 1980, se tenía programada la grabación de un tercer disco, un EP, y por primera vez dentro de un estudio adecuado, sin embargo aquello no ocurrió. Sus miembros no mostraban ánimos muy positivos, pues Jodie Taylor y Peter Bannister eran novios y perdieron interés en la música, alejándose, mientras que Steve Walsh, también tomando el rol de bajista, y Stephanie Nuttall trataron de continuar grabando. Pero incluso Walsh no contaba con ánimos, ya que no se sentía bien en Mánchester, a la que consideraba gris, fría, triste y depresiva, y además tenía a su novia viviendo en Londres, por lo cual tenía que viajar constantemente de una ciudad a otra. Poco después, Walsh regresa a la capital inglesa, acompañado de Nuttal y la mánager del grupo, Linda Tricker, para continuar con la carrera de la banda o intentar formar otro grupo musical. Para septiembre de 1980, el grupo contaba además con un bajista establecido (en reemplazo de Jodie Taylor), un saxofonista y un tecladista, y añadía a su música estilos africanos y latinoamericanos.
Posteriormente, Walsh inicia su carrera musical como solista y Nuttal conoce a Luca Prodan, cantante de otro grupo post-punk llamado New Clear Heads, quien la invita a irse a Argentina, donde ambos formarían Sumo, una de las bandas más aclamadas del rock de ese país en la década de 1980. Sin embargo, Nuttal no llegaría a saborear el éxito de este grupo, ya que la política militar llevada a cabo dentro de esta nación sudamericana debido a la Guerra de las Malvinas la obliga a retornar a Inglaterra, donde colaboró en otros proyectos más, siendo contactada hace algunos años sólo para informar de su tiempo con Sumo y de paso sobre Manicured Noise. El 30 de enero de 2019, Caroline True Records, actual sello oficial de la banda, anunció el fallecimiento de la ex bajista Jodie Taylor.

## Miembros
- Owen Francis Gavin/Gavin Francis Owen (nacido en Mánchester, Inglaterra) - voz
- Stephanie Nuttal (nacida en Mánchester, Inglaterra) - batería
- Jeff Noon (nacido en Droylsden, Lancashire, Inglaterra, en 1957)[11] - guitarra
- Arthur Kadmon (de nombre verdadero Peter Sadler, nacido en Stockport, Mánchester, Inglaterra) - guitarra
- Steve Walsh - guitarra
- Jodie Taylor - bajo
- Peter Bannister - saxofón

## Discografía
- Metronome (1979)
- Faith (1980)
- Northern Stories 1978/80[12]